# 에스티이지
에스티이지(영어: STEG)는 대한민국 최초의 노코드기반 ITSM 솔루션 기업이다. 2008년 기업인 임현길에 의해 설립된 이후 노코드 플랫폼 기반으로 IT부서의 워크플로우 뿐만이 아닌 HR(인사), Sales(영업), Legal(법무), SCM(공급망) 등의 프로세스도 쉽게 구축할 수 있는 환경을 제공하는 기업으로, 서비스 관리 분야에서 정량적이고 과학적인 접근법을 통해 기업의 IT 서비스 가치증진 및 솔루션을 제공한다.

## 같이 보기
- ITSM
- 노코드